# Elezioni comunali in Sardegna del 2021
Le elezioni comunali in Sardegna del 2021 si sono tenute il 10 ottobre (con ballottaggio il 24 ottobre).

## Riepilogo sindaci eletti
| Provincia         | Comune   | Sindaco uscente | Sindaco uscente      | Sindaco eletto | Sindaco eletto       | Primo turno | Primo turno            | Secondo turno | Secondo turno | Seggi   |       |       |         |
| ----------------- | -------- | --------------- | -------------------- | -------------- | -------------------- | ----------- | ---------------------- | ------------- | ------------- | ------- | ----- | ----- | ------- |
| Provincia         | Comune   | Cagliari        | Capoterra            |                | Francesco Dessì (PD) |             | Beniamino Garau (Ind.) | 3.218         | 28,87         | Seggi   | 4.740 | 50,95 | 12 / 20 |
| Olbia-Tempio      | Olbia    |                 | Settimo Nizzi (FI)   |                | Settimo Nizzi (FI)   | 15.229      | 52,08                  | _             | _             | 17 / 28 |       |       |         |
| Carbonia-Iglesias | Carbonia |                 | Paola Massidda (M5S) |                | Pietro Morittu (PD)  | 9.721       | 65,75                  | _             | _             | 17 / 24 |       |       |         |

## Città metropolitana di Cagliari

### Capoterra
| Candidati                        | Candidati                  | II turno             | II turno         | I turno | I turno | Liste                                    | Voti   | %     | Seggi |
| Candidati                        | Candidati                  | Voti                 | %                | Voti    | %       | Liste                                    | Voti   | %     | Seggi |
| -------------------------------- | -------------------------- | -------------------- | ---------------- | ------- | ------- | ---------------------------------------- | ------ | ----- | ----- |
|                                  | Beniamino Garau ✔️ Sindaco | 4 740                | 50,95            | 3 218   | 28,87   | Sardegna 20venti Tunis                   | 1 112  | 10,34 | 5     |
| Partito Sardo d'Azione           | Beniamino Garau ✔️ Sindaco | 4 740                | 50,95            | 3 218   | 28,87   | 782                                      | 7,27   | 3     |       |
| Capoterra Civica                 | Beniamino Garau ✔️ Sindaco | 4 740                | 50,95            | 3 218   | 28,87   | 419                                      | 3,90   | 2     |       |
| Lega Salvini Sardegna            | Beniamino Garau ✔️ Sindaco | 4 740                | 50,95            | 3 218   | 28,87   | 29,                                      | 0,27   | 1     |       |
| Capoterra Nuova                  | Beniamino Garau ✔️ Sindaco | 4 740                | 50,95            | 3 218   | 28,87   | 266                                      | 2,47   | 1     |       |
|                                  | Beniamino Piga             | 4 563                | 49,05            | 4 530   | 40,64   | Civica per Capoterra con Dessì Francesco | 1 252  | 11,64 | 1     |
| Capoterra Democratica            | Beniamino Piga             | 4 563                | 49,05            | 4 530   | 40,64   | 886                                      | 8,24   | 1     |       |
| Capoterra da vivere              | Beniamino Piga             | 4 563                | 49,05            | 4 530   | 40,64   | 657                                      | 6,11   | 1     |       |
| Futuro Insieme                   | Beniamino Piga             | 4 563                | 49,05            | 4 530   | 40,64   | 650                                      | 6,04   | 1     |       |
| Capoterra Insieme                | Beniamino Piga             | 4 563                | 49,05            | 4 530   | 40,64   | 606                                      | 5,64   | –     |       |
| Villa Cabuderra                  | Beniamino Piga             | 4 563                | 49,05            | 4 530   | 40,64   | 550                                      | 5,11   | –     |       |
| Seggio di coalizione             | Seggio di coalizione       | Seggio di coalizione | 49,05            | 4 530   | 40,64   | 1                                        |        |       |       |
|                                  | Gianluigi Marras           | Gianluigi Marras     | Gianluigi Marras | 1 979   | 17,75   | Riformatori Sardi                        | 710    | 6,60  | 1     |
| Fratelli d'Italia                | Gianluigi Marras           | Gianluigi Marras     | Gianluigi Marras | 1 979   | 17,75   | 697                                      | 6,48   | –     |       |
| Capoterra Unita                  | Gianluigi Marras           | Gianluigi Marras     | Gianluigi Marras | 1 979   | 17,75   | 367                                      | 3,41   | –     |       |
| Forza Italia                     | Gianluigi Marras           | Gianluigi Marras     | Gianluigi Marras | 1 979   | 17,75   | 296                                      | 2,75   | –     |       |
| Seggio di coalizione             | Seggio di coalizione       | Seggio di coalizione | Gianluigi Marras | 1 979   | 17,75   | 1                                        |        |       |       |
|                                  | Efisio Demuru              | Efisio Demuru        | Efisio Demuru    | 1 155   | 10,36   | Partito Democratico                      | 896    | 8,33  | –     |
| SiAmo Capoterra                  | Efisio Demuru              | Efisio Demuru        | Efisio Demuru    | 1 155   | 10,36   | 139                                      | 1,29   | –     |       |
| Seggio di coalizione             | Seggio di coalizione       | Seggio di coalizione | Efisio Demuru    | 1 155   | 10,36   | 1                                        |        |       |       |
|                                  | Attilio Congiu             | Attilio Congiu       | Attilio Congiu   | 266     | 2,39    | Partito Socialista Italiano              | 120    | 1,12  | –     |
| Lista Congiu Capoterra nel Cuore | Attilio Congiu             | Attilio Congiu       | Attilio Congiu   | 266     | 2,39    | 56                                       | 0,52   | –     |       |
| Totale                           | Totale                     | 9 303                | 100              | 11 148  | 100     |                                          | 10 754 | 100   | 20    |
|                                  |                            |                      |                  |         |         |                                          |        |       |       |
| Fonte: Ministero dell'interno    |                            |                      |                  |         |         |                                          |        |       |       |

## Provincia di Sassari

### Olbia
|                                | Settimo Nizzi ✔️ Sindaco         | 15 229               | 52,08 | Forza Italia      | 7 793  | 27,87 | 10 |  |  |
| Lista Nizzi - Il Futuro Sei Tu | Settimo Nizzi ✔️ Sindaco         | 15 229               | 52,08 | 3 041             | 10,87  | 4     |    |  |  |
| Riformatori Sardi              | Settimo Nizzi ✔️ Sindaco         | 15 229               | 52,08 | 1 228             | 4,39   | 1     |    |  |  |
| Partito Sardo d'Azione         | Settimo Nizzi ✔️ Sindaco         | 15 229               | 52,08 | 1 101             | 3,94   | 1     |    |  |  |
| Lega Salvini Sardegna          | Settimo Nizzi ✔️ Sindaco         | 15 229               | 52,08 | 929               | 3,32   | 1     |    |  |  |
| Unione di Centro               | Settimo Nizzi ✔️ Sindaco         | 15 229               | 52,08 | 524               | 1,87   | –     |    |  |  |
|                                | Augusto Giuseppe Gabriele Navone | 14 012               | 47,92 | Olbia Democratica | 3 752  | 13,42 | 4  |  |  |
| Liberi                         | Augusto Giuseppe Gabriele Navone | 14 012               | 47,92 | 2 637             | 9,43   | 2     |    |  |  |
| Alba Civica                    | Augusto Giuseppe Gabriele Navone | 14 012               | 47,92 | 1 662             | 5,94   | 1     |    |  |  |
| Scelta Civica Insieme          | Augusto Giuseppe Gabriele Navone | 14 012               | 47,92 | 1 577             | 5,64   | 1     |    |  |  |
| Movimento 5 Stelle             | Augusto Giuseppe Gabriele Navone | 14 012               | 47,92 | 1 307             | 4,67   | –     |    |  |  |
| Insieme per Olbia              | Augusto Giuseppe Gabriele Navone | 14 012               | 47,92 | 1 228             | 4,39   | 1     |    |  |  |
| Uniti per Olbia                | Augusto Giuseppe Gabriele Navone | 14 012               | 47,92 | 815               | 2,91   | –     |    |  |  |
| Vivere Olbia                   | Augusto Giuseppe Gabriele Navone | 14 012               | 47,92 | 370               | 1,32   | –     |    |  |  |
| Seggio di coalizione           | Seggio di coalizione             | Seggio di coalizione | 47,92 | 1                 |        |       |    |  |  |
| Totale                         | Totale                           | 29 241               | 100   |                   | 27 964 | 100   | 28 |  |  |
|                                |                                  |                      |       |                   |        |       |    |  |  |
| Fonte: Ministero dell'interno  |                                  |                      |       |                   |        |       |    |  |  |

## Provincia del Sud Sardegna

### Carbonia
|                                                      | Pietro Morittu ✔️ Sindaco | 9 721                | 65,75 | Carbonia Avanti | 2 741  | 19,13 | 5  |  |  |
| Partito Democratico                                  | Pietro Morittu ✔️ Sindaco | 9 721                | 65,75 | 2 017           | 14,08  | 3     |    |  |  |
| Pietro Morittu Sindaco                               | Pietro Morittu ✔️ Sindaco | 9 721                | 65,75 | 1 844           | 12,87  | 3     |    |  |  |
| Sviluppo & Ambiente                                  | Pietro Morittu ✔️ Sindaco | 9 721                | 65,75 | 1 209           | 8,44   | 2     |    |  |  |
| Ora X Carbonia                                       | Pietro Morittu ✔️ Sindaco | 9 721                | 65,75 | 1 159           | 8,09   | 2     |    |  |  |
| Uniti per Rinascere                                  | Pietro Morittu ✔️ Sindaco | 9 721                | 65,75 | 1 050           | 7,33   | 2     |    |  |  |
|                                                      | Luca Pizzuto              | 3 150                | 21,31 | Articolo Uno    | 1 560  | 10,89 | 2  |  |  |
| Movimento 5 Stelle                                   | Luca Pizzuto              | 3 150                | 21,31 | 812             | 5,67   | 1     |    |  |  |
| Partito Comunista Italiano                           | Luca Pizzuto              | 3 150                | 21,31 | 141             | 0,98   | –     |    |  |  |
| Partito Socialista Italiano                          | Luca Pizzuto              | 3 150                | 21,31 | 83              | 0,58   | –     |    |  |  |
| Seggio di coalizione                                 | Seggio di coalizione      | Seggio di coalizione | 21,31 | 1               |        |       |    |  |  |
|                                                      | Daniela Garau             | 1 914                | 12,95 | Patto Civico    | 882    | 6,16  | 1  |  |  |
| Lega Salvini Sardegna                                | Daniela Garau             | 1 914                | 12,95 | 542             | 3,78   | 1     |    |  |  |
| Forza Italia - Fratelli d'Italia - Riformatori Sardi | Daniela Garau             | 1 914                | 12,95 | 286             | 2,00   | –     |    |  |  |
| Seggio di coalizione                                 | Seggio di coalizione      | Seggio di coalizione | 12,95 | 1               |        |       |    |  |  |
| Totale                                               | Totale                    | 14 785               | 100   |                 | 14 326 | 100   | 24 |  |  |
|                                                      |                           |                      |       |                 |        |       |    |  |  |
| Fonte: Ministero dell'interno                        |                           |                      |       |                 |        |       |    |  |  |

1. ↑  Include Partito Sardo d'Azione